# Бруно Шмідт
Бруно Оскар Шмідт (порт. Bruno Oscar Schmidt, нар. 6 жовтня 1986, Бразиліа, Бразилія) — бразильський пляжний волейболіст, олімпійський чемпіон 2016 року.

## Виступи на Олімпіадах
| Олімпіада           | Дисципліна       | Місце |
| ------------------- | ---------------- | ----- |
| Ріо-де-Жанейро 2016 | пляжний волейбол | 1     |